# Lilly Vicet
Lilly Wichert, más conocida como Lilly Vicet, (Alemania; 1926-Buenos Aires, Argentina; 13 de diciembre de 2016) fue una actriz de cine, teatro y televisión argentina.

## Carrera
Vicet nació en Alemania a finales de la década de 1920. Su familia se instaló en Argentina cuando tenía un año de edad. 
Comenzó su trayectoria artística en el elenco del Teatro Alemán de Buenos Aires. En 1948 se produjo su debut en el circuito comercial junto a Jorge Luz y Maurice Jouvet en la obra Princesa y el Porquerizo. Como actriz del Teatro Nacional de Múnich realizó una gira por 55 ciudades de Alemania, Holanda y Suiza. 
En cine, participó en los films Los guerrilleros de Lucas Demare, La boutique con Rodolfo Bebán, Marilina Ross y Osvaldo Miranda, Tiro de gracia con Susana Giménez, Su primer encuentro (Breve cielo) con Zelmar Gueñol y Ana María Picchio, Enamorada de la muerte de Alexis Puig. 
Además tuvo una labor gremialista al integrar el Centro de Jubilados Osvaldo Miranda de la Asociación Argentina de Actores. Estaba afiliada al sindicato desde hace 53 años.
En el 2013 recibió el Premio Podestá a la trayectoria honorífica.
La actriz Lilly Vicet murió el martes 13 de diciembre de 2016 a los 90 años de edad por causas naturales. Sus restos descansan en el panteón de la Asociación Argentina de Actores del Cementerio de la Chacarita.

## Filmografía
- 2009: Nadie Inquietó Más - Narciso Ibáñez Menta (documental).[4]
- 2007: Inzomnia.
- 2005: Enamorada de la muerte.
- 1979: Donde duermen dos... duermen tres
- 1973: La malavida
- 1975: Mi Novia El
- 1969: Tiro de gracia.
- 1969: Su primer encuentro (Breve cielo).
- 1968: La novela de un joven pobre.
- 1967: La boutique
- 1965: Los guerrilleros

## Teatro
- Princesa y el Porquerizo
- La Locomotora con Paulina Singerman y Daniel de Alvarado.
- Viene usted por el aviso? junto a Juan Carlos Dual y Diana Maggi.
- Los tres valses con Mabel Manzotti y Fernando Borel.
- Soldados con Luisa Vehil.

## Televisión
- Teatro como en el teatro junto a Darío Vittori.
- Cuatro hombres para Eva
- Los ciclos de Narciso Ibáñez Menta
- Rebelde y solitario
- Los Campanelli
- Una voz en el teléfono
- Cosa juzgada
- Buenos vecinos
- El profe
- Yago, pasión morena
- Cuentos clásicos de terror
- Otra vez Drácula